# Palácio Real de Belgrado

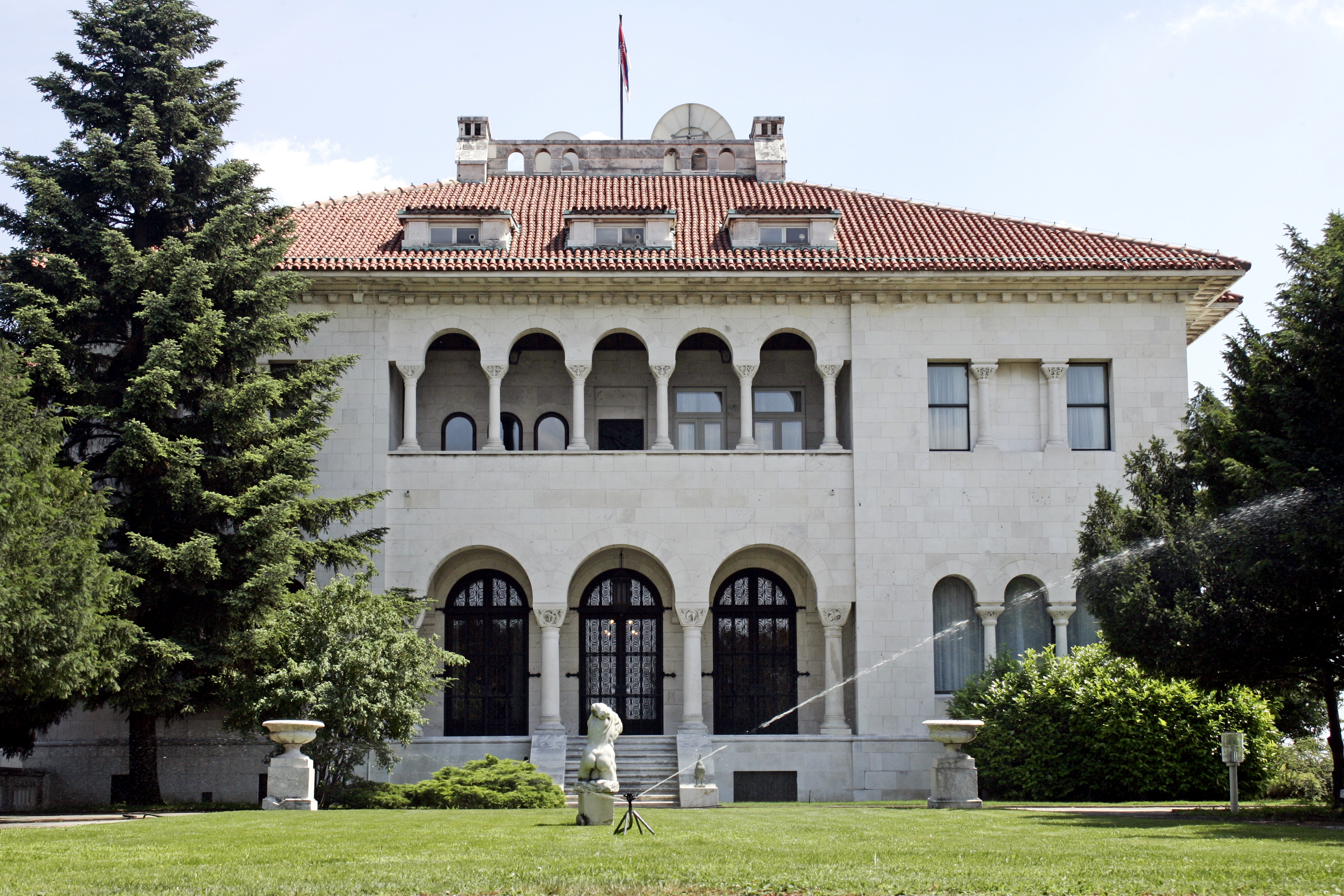
O Palácio Real de Belgrado.

O Palácio Real de Belgrado foi construído entre 1924 e 1929 com os fundos privados do Alexandre I da Sérvia|rei Alexandre I.
O palácio foi a residência do rei Alexandre I e do Rei Peter II. Hoje, o palácio é a residência privada de Príncipe Alexander, da princesa Katherine e dos seus três filhos.
Os arquitetos do palácio foram Zivojin Nikolic e Nikolay Krassnoff da Academia real. O palácio foi construído no estilo bizantino-sérvio. Anexado ao palácio está uma capela dedicada a Saint Andrew, o Santo padroeiro da família real. A capela foi construída, refletindo o Mosteiro da Igreja de Santo André sobre o rio Treska na Macedónia, onde se encontra o santo lugar de Vukashin, o rei sérvio medieval.
O palácio está rodeado com pergolados, terraços do parque, piscinas, pavilhões e plataformas. Há uma vista magnífica do palácio para o cume de Dedinje Hill, a floresta de Koshutnjak, Topchider e a montanha Avala.

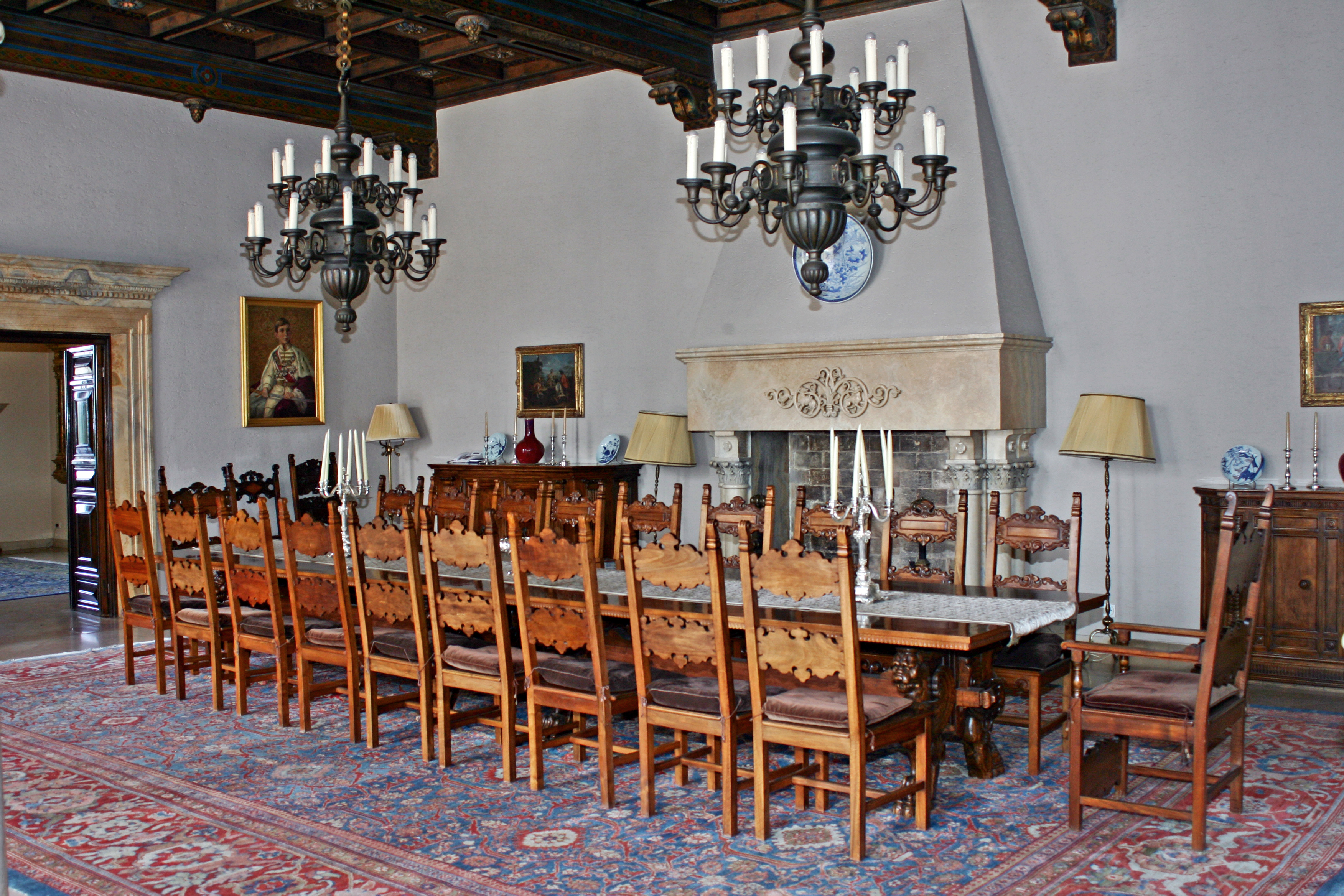
Uma das salas do Palácio Real de Belgrado.

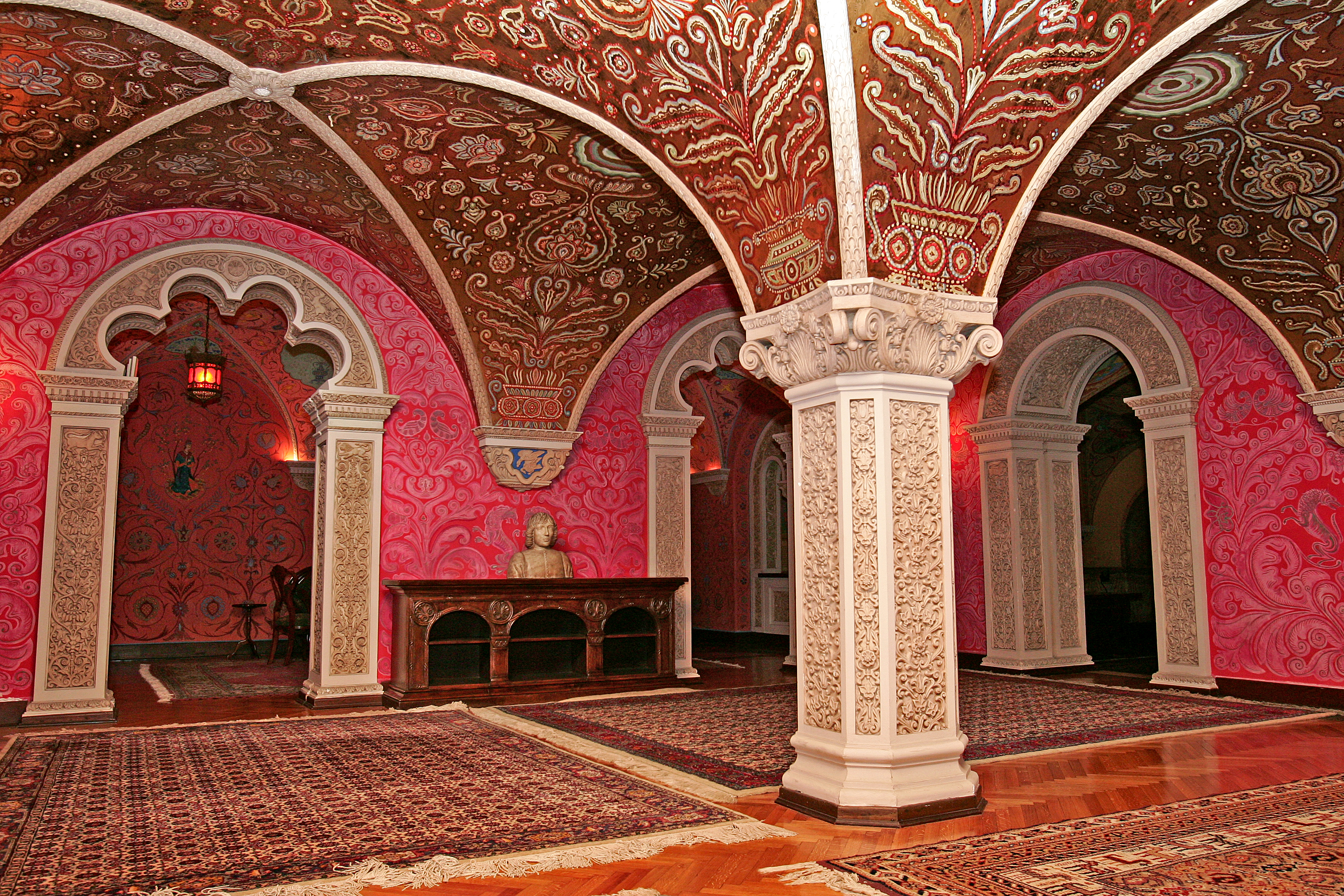
Uma das salas do Palácio Real de Belgrado.

No piso térreo estão as salas de recepção muito bem decoradas. O Hall de entrada formal é pavimentado com pedra e decorado com cópias de afrescos medievais dos mosteiros de Dechani e Sopochani. A Sala azul está decorado em estilo barroco; o Salão dourado (Palma Vecchio) e sala de jantar são em estilo renascentista com impressionante madeira esculpida, tectos e lustres de bronze. Estes quartos estão ricamente decorados com pinturas de velhos mestres. As bibliotecas estão decoradas da mesma maneira.